# 五谷

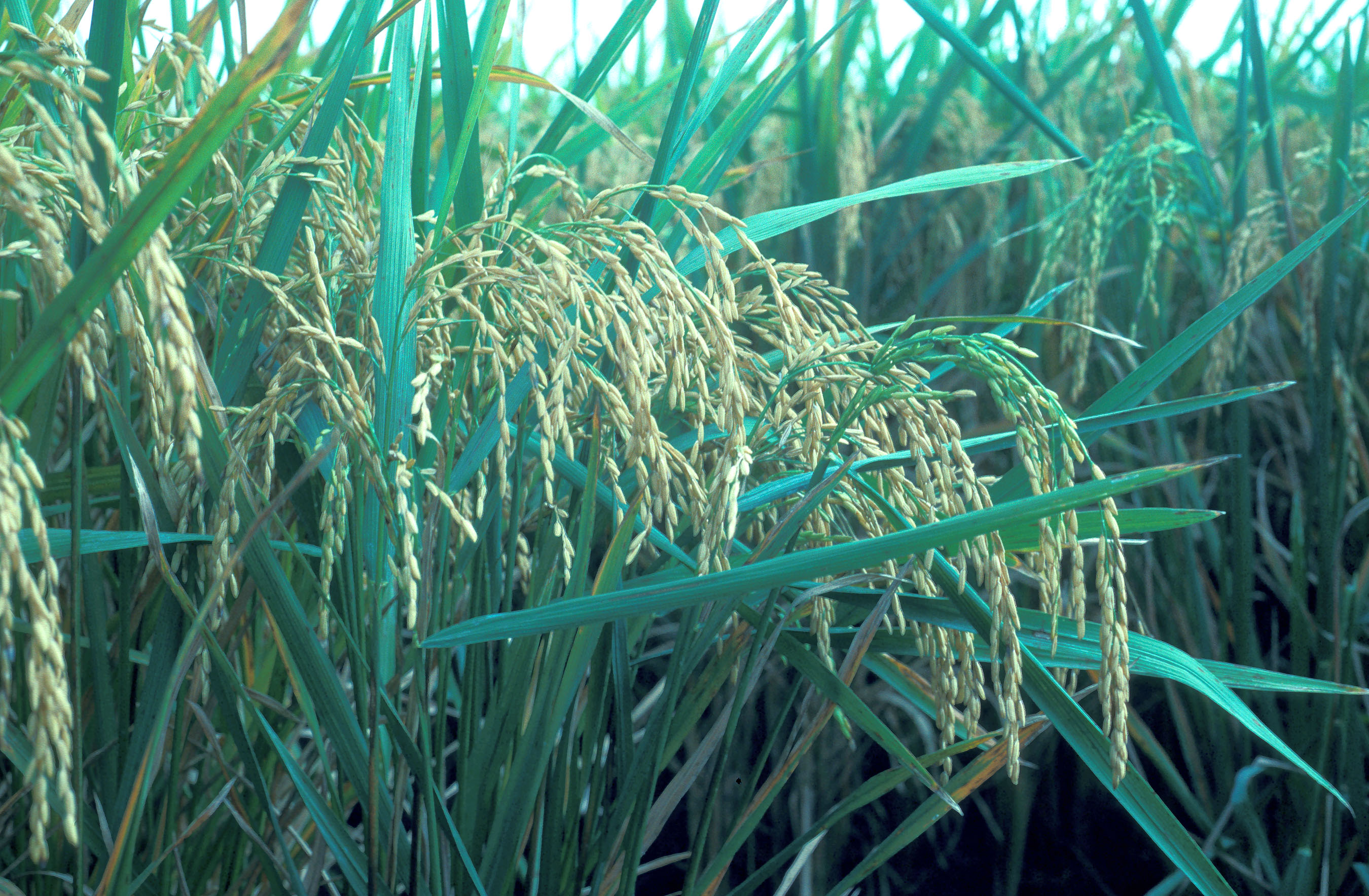
稻

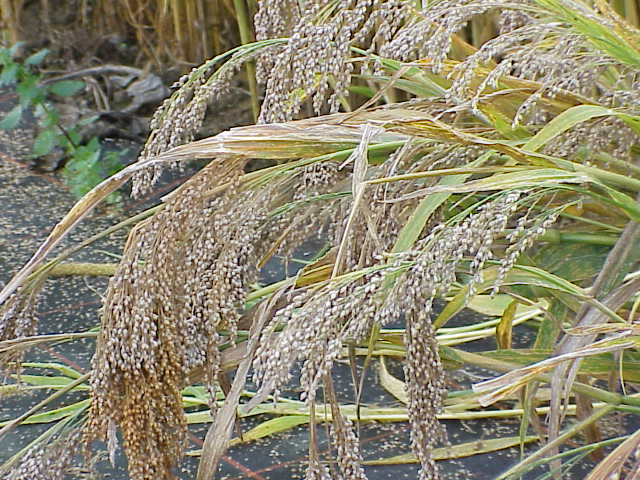
黍

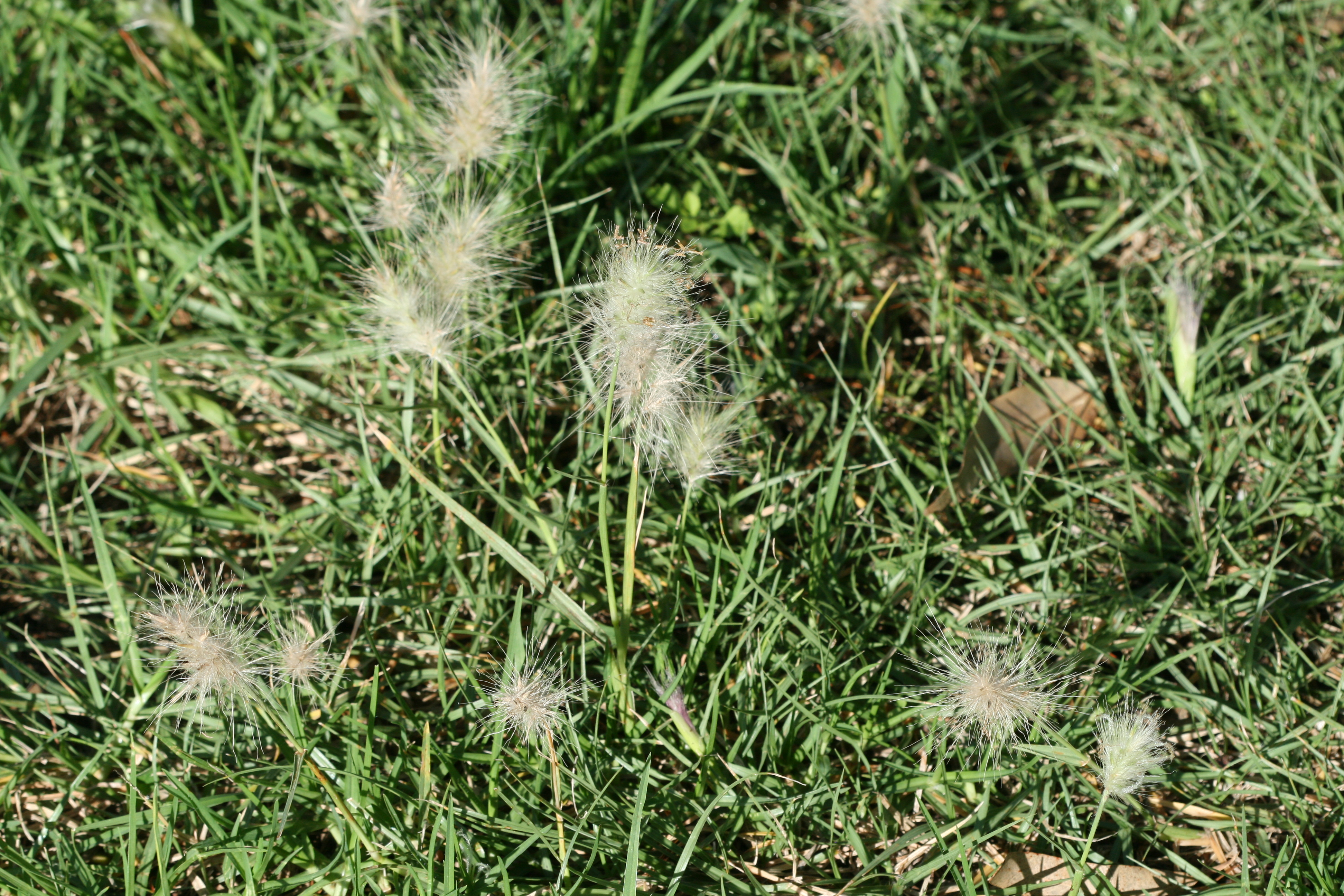
粟

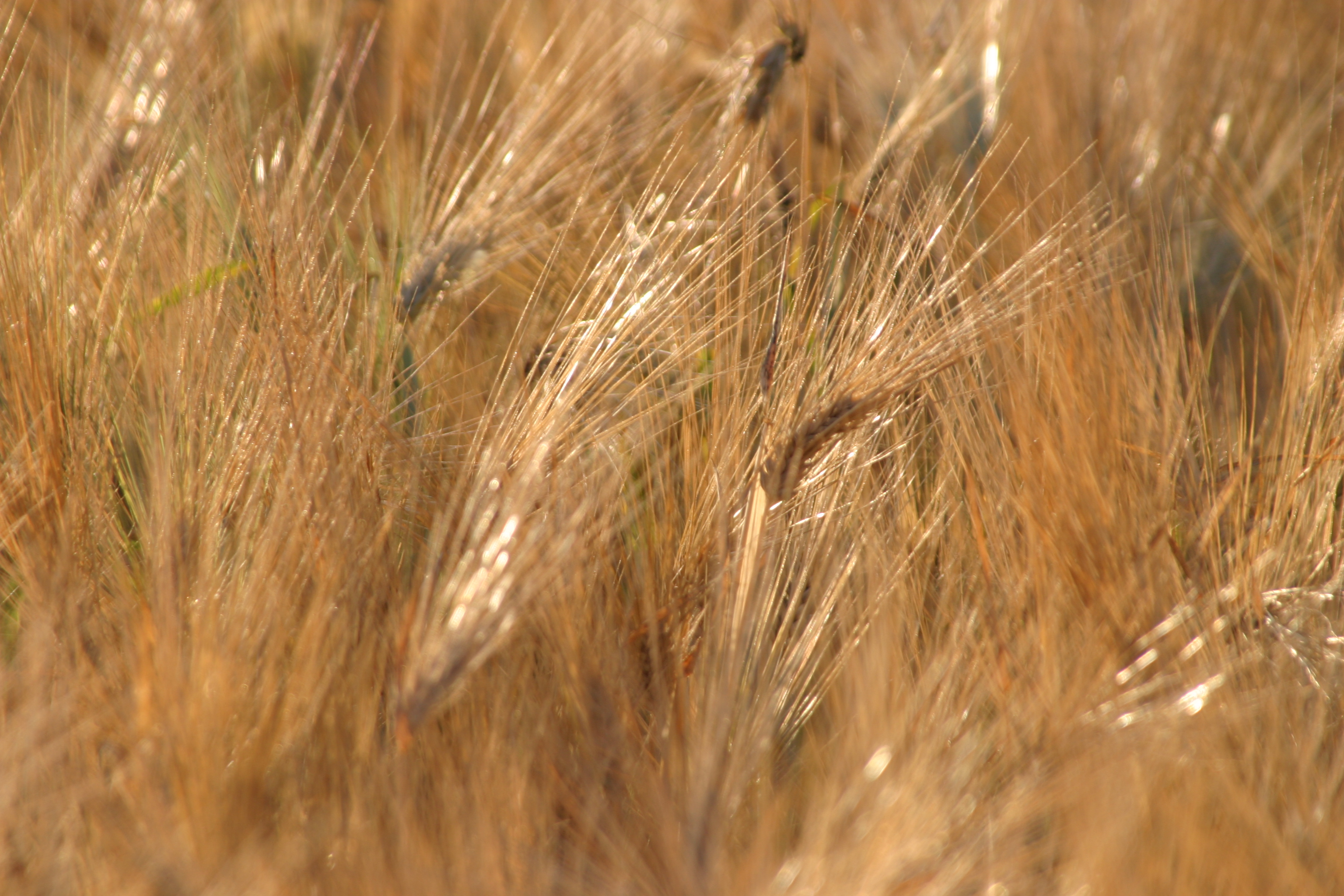
麥

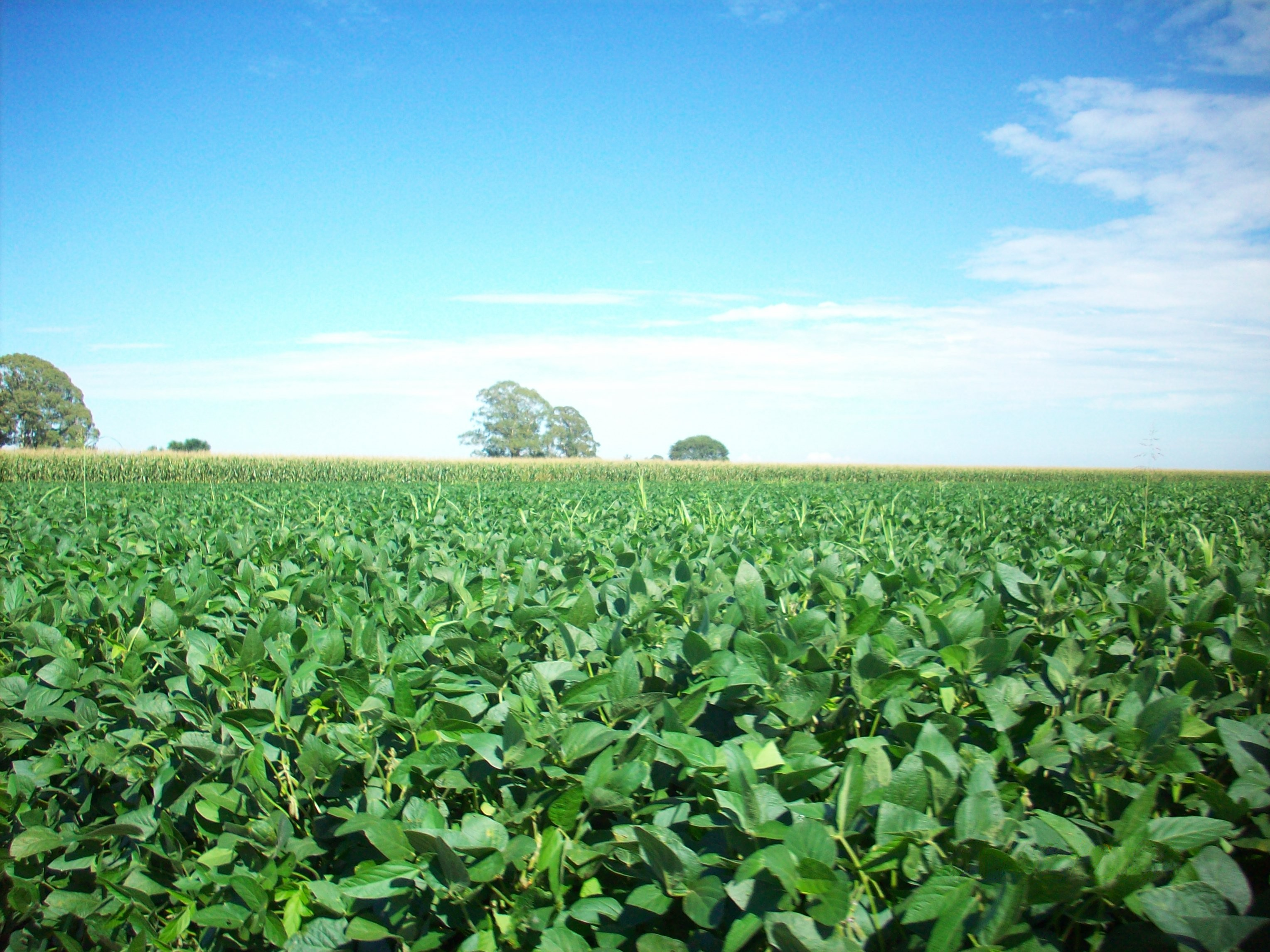
菽

五穀原是中国古代所称的五种穀物，后泛指粮食类作物，有“五穀丰登”的说法。其内容主要有两种。除了五穀外，还有六穀、九穀的说法，五穀说之所以占上风，可能和五行思想的兴盛有关。
五穀的说法，最早见于《论语》，在此前的《詩经》、《尚书》之中，只有“百穀”，而无“五穀”的提法。但对五穀究竟指哪五种作物，则出现在汉朝时的著作。

## 内容
对五穀的内容，有两种说法。一种说法是稻、黍（黍米）、粟（小米）、麦、菽（大豆）。而根据《大戴礼记》的记载，五穀是麻、黍、稷、麥、菽。兩種说法的差别在于，一种有稻而无麻，另一种有麻而无稻。两种说法结合起来，就得出了稻、黍、稷、麦、菽、麻六种作物。战国时代的名著《吕氏春秋》（公元前三世纪作品）裡有四篇专门谈论农业的文章，其中“审时”篇谈论栽种禾（稷）、黍、稻、麻、菽、麦这六种作物的情况；“十二纪”篇中说到的作物，也是这六种。近代植物學上也一說五穀指的是穗、懸、藤、角、根這五大分類的作物。

## 五穀說法
《本草綱目》中記載：五穀雜糧共有47種
《黃帝內經》中記載：五穀為粳米、麥、小豆、大豆、黃黍
《類經》中記載：五穀為米、大豆、麥、黃黍、麻
《佛經》祭祀：大麥、小麥、稻、小豆、胡麻

## 五穀屬性
中醫將五穀分為四性五味。四性：寒、熱、溫、涼。
寒：消熱解暑，適合陽氣旺盛的人
熱：消除寒症，適合寒性體質的人
溫：去寒補虛，適合寒性體質的人
涼：減輕熱症，適合熱症體質的人